# Mamma Mia
"Mamma Mia" é uma canção escrita por Benny Andersson, Björn Ulvaeus e Stig Anderson gravada pela banda sueca ABBA, lançada em 1975 no álbum ABBA.

## História
"Mamma Mia" foi escrita na casa de Agnetha Fältskog e Björn Ulvaeus, e foi a última faixa gravada para o álbum ABBA. A letra fala sobre uma mulher que constantemente se decepciona com o seu parceiro infiel, mas que continua perdoando-o de qualquer maneira. Sua gravação ocorreu em 12 de março de 1975 no estúdio Metronome e foi incluída no álbum como a faixa número #1. O som característico no início da canção é a marimba.
Originalmente, o ABBA não planejava lançar a música como single. Em torno deste tempo, muitos artistas estavam gravando canções do ABBA (como "Honey, Honey" e "Bang a Boomerang"), o que levou o grupo a oferecer "Mamma Mia" para a banda britânica Brotherhood of Man, mas foi recusada. No entanto, um vídeo promocional para a música já havia sido feito em abril de 1975 e foi transmitido na Austrália. O vídeo despertou um interesse no grupo, e "Mamma Mia" passou 10 semanas na primeira posição nas paradas australianas, encorajando-os a lançar a canção como um single.
Após este sucesso na Austrália, a Epic Records na Grã-Bretanha tomou conhecimento do ABBA, pela primeira vez desde o Festival Eurovisão da Canção. A partir de então, a gravadora começou a promover fortemente os singles do ABBA com o resultado imediato de "SOS" alcançando o Top 10 no importante mercado britânico, o primeiro hit  do grupo desde "Waterloo".
O lado B para o lançamento australiano de "Mamma Mia" foi "Hey, Hey Helen". Na maioria dos outros países o lado B da canção foi "Intermezzo No.1". No entanto, a gravadora britânica do ABBA selecionou "Tropical Loveland" como o lado B de "Mamma Mia" para o lançamento no Reino Unido, com o intuito de promover outras músicas do ABBA com gêneros diferentes. Nas paradas britânicas de janeiro de 1976, "Mamma Mia" substituiu a música do Queen, "Bohemian Rhapsody" na posição número 1, que coincidentemente, contém a frase lírica "Mama Mia".
Mais tarde, Michael B. Tretow, engenheiro de som do grupo, revelou que essa é a sua canção favorita do ABBA.

### Vídeo
O vídeo de "Mamma Mia" foi gravado nos dias 28 e 29 de abril de 1975, nos estúdios da SVT, em Estocolmo. O grupo interpreta a canção em um estúdio de branco. O quarteto usam os trajes usados na turnê de 74 na Europa. O videoclipe foi dirigido por Lasse Halström.
Atualmente está disponível nos DVDs The Definitive Collection, ABBA Gold e ABBA Number Ones.

### Versão em espanhol
A versão em espanhol foi traduzida por Buddy McCluskey e Mary McCluskey, e gravado em 7 de janeiro de 1980. Está incluída como a faixa de número #8 no álbum Gracias Por La Música; a faixa #7 de ABBA Oro: Grandes Éxitos e como faixa bônus em ABBA.

## Tabelas
| Chart (1975–77)                             | Peak position |
| ------------------------------------------- | ------------- |
| Australia (Kent Music Report)               | 1             |
| Austria (Ö3 Austria Top 40)                 | 3             |
| Belgium (Ultratop)                          | 2             |
| Canada Top Singles (RPM)                    | 18            |
| Canada Adult Contemporary (RPM)             | 11            |
| Finlândia (Suomen virallinen lista)         | 16            |
| Ireland (IRMA)                              | 1             |
| Italy (Italian Singles Chart)               | 3             |
| New Zealand (Recorded Music NZ)             | 4             |
| Norway (VG-lista)                           | 2             |
| Rhodesia (Rhodesian Singles Chart)          | 20            |
| South Africa (Springbok)                    | 7             |
| Switzerland (Schweizer Hitparade)           | 1             |
| UK Singles (OCC)                            | 1             |
| US Billboard Hot 100                        | 32            |
| US Adult Contemporary (Billboard)           | 12            |
| US Cashbox Top 100                          | 36            |
| Alemanha Ocidental (Official German Charts) | 1             |
| Yugoslavia (Yugoslavian Singles Chart)      | 4             |

| Chart (2008)                      | Peak position |
| --------------------------------- | ------------- |
| Australia (ARIA)                  | 48            |
| Italy (Italian Singles Chart)     | 12            |
| Switzerland (Schweizer Hitparade) | 60            |
| UK Singles (OCC)                  | 56            |

| Chart (1975)                  | Rank |
| ----------------------------- | ---- |
| Australia (Kent Music Report) | 3    |

| Chart (1976)                    | Rank |
| ------------------------------- | ---- |
| Australia (Kent Music Report)   | 28   |
| Canada Top Singles (RPM)        | 147  |
| New Zealand (Recorded Music NZ) | 16   |
| UK Singles (OCC)                | 21   |

## Versão de A*Teens
"Mamma Mia" foi a canção de estreia do A*Teens' do álbum "The ABBA Generation", uma cover do ABBA.
Quando o single saiu na primavera de 1999, tornou-se o hit de impacto em seu país, Suécia, onde ficou em #1 e ficou por 8 semanas consecutivas ganhando certificação platina.
Um versão em espanhol dessa música foi gravada promocionalmente na América Latina e Espanha.
Na remessa inicial do single, o nome do grupo aparecia como ABBA*Teens, mas a Universal Music pensou que seria melhor trocar nome da banda para A*Teens e novas edições do single foram feitas.
O single atingiu o Top 20 em muitas países Europeus, alcançou o #3 na Noruega, #9 na Suíça e Países Baixos, #10 na Alemanha, #12 no Reino Unido, #14 na Áustria e Finlândia, entre outras.
Mesmo ao redor do mundo o single ter sucesso, a música não teve sucesso para atrair os australianos ficando em #72 no ARIA. O álbum foi um fracasso e o A*Teens parou de lançar singles/álbuns no país até o ano de 2002 quando lançaram o single "Can't Help Falling In Love", "Mamma Mia" também atingiu o #13 na Nova Zelândia mas depois de ser rejeitado na Austrália, os futuros single nunca seriam lançados na Nova Zelândia.

### Sobre o videoclipe
O videoclipe foi dirigido por Henrik Sylvén e filmado na Suécia. No vídeo os A*Teens são faxineiros em uma exposição de arte, oprimidos por um Manager, mais logo eles descobrem que um dos quadros transporta todos para uma festa.
O vídeo ficou em #1 em muitos canais de música e foi o principal single que saiu nos Estados Unidos, onde o single "Dancing Queen" foi usado como o principal single para promover o álbum.

### Faixas
European 2-Track CD Single
1. Mamma Mia [Radio Version] - 3:43
2. Mamma Mia [Extended Version] - 5:48

International Edition
1. Mamma Mia [Radio Version] - 3:43
2. Mamma Mia [Guiseppe Remix] - 5:35
3. Mamma Mia [Jam Lab Remix] - 3:56
4. Mamma Mia [Extended Version] - 5:48

UK CD1
1. Mamma Mia [versão Rádio] - 3:45
2. Lay All Your Love On Me - 4:04
3. Mamma Mia [versão Karaoke] - 3:45

Video: Mamma Mia
UK CD2
1. Mamma Mia [Extended Version] - 5:48
2. Mamma Mia [The Bold & The Beautiful Glamourmix Edit] - 3:46
3. Mamma Mia [Trouser Enthusiasts' Undying Dub] - 9:20

UK Cassette
1. Mamma Mia [versão Extended] - 3:45
2. Mamma Mia [versão Karaoke] - 3:45

USA CD Single
1. Mamma Mia [versão Radio] - 3:43
2. Mamma Mia [versão Extended] - 5:48

USA Cassette
1. Mamma Mia [versão Radio] - 3:43
2. Mamma Mia [versão Extended] - 5:48

Argentine CD Maxi
1. Mamma Mia [versão Radio] - 3:43
2. Mamma Mia [versão Extended] - 5:48
3. Mamma Mia [The Bold & The Beautiful Glamour Mix Edit] - 3:46
4. Mamma Mia [The Bold & The Beautiful Glamour Mix] - 6:29

## Tabelas
| Tabela musical (1999–2000)                | Melhor posição |
| ----------------------------------------- | -------------- |
| Australia (ARIA)                          | 95             |
| Áustria (Ö3 Austria Top 75)               | 14             |
| Bélgica (Ultratop 50 de Flandres)         | 10             |
| Canadá (RPM Adult Contemporary)           | 74             |
| Denmark (IFPI Denmark)                    | 1              |
| Europe (Eurochart Hot 100)                | 22             |
| Finlândia (Suomen virallinen lista)       | 14             |
| Finlândia (Suomen virallinen singlelista) | 9              |
| França (SNEP)                             | 51             |
| Alemanha (Offizielle Deutsche Charts)     | 10             |
| Iceland (Íslenski Listinn Topp 40)        | 20             |
| Países Baixos (Dutch Top 40)              | 9              |
| Países Baixos (Single Top 100)            | 7              |
| Nova Zelândia (Recorded Music NZ)         | 13             |
| Noruega (VG-lista)                        | 3              |
| Escócia (Scottish Singles Chart)          | 10             |
| Espanha (PROMUSICAE)                      | 6              |
| Suécia (Sverigetopplistan)                | 1              |
| Suíça (Schweizer Hitparade)               | 9              |
| Reino Unido (UK Singles Chart)            | 12             |

| Tabela musical (1999)          | Posição |
| ------------------------------ | ------- |
| Belgium (Ultratop 50 Flanders) | 51      |
| Europe (Eurochart Hot 100)     | 65      |
| Netherlands (Dutch Top 40)     | 69      |
| Netherlands (Single Top 100)   | 59      |
| Sweden (Sverigetopplistan)     | 1       |